# Münchehofe
Münchehofe és un municipi alemany que pertany a l'estat de Brandenburg. Forma part de l'Amt Schenkenländchen. Es troba a uns 25 quilòmetres al nord de Lübben (Spreewald), i uns 20 quilòmetres al sud-est de Königs Wusterhausen.

## Evolució demogràfica
| Any  | Població |
| ---- | -------- |
| 1875 | 1 090    |
| 1890 | 1 004    |
| 1910 | 891      |
| 1925 | 878      |
| 1933 | 838      |
| 1939 | 772      |
| 1946 | 1 224    |
| 1950 | 1 164    |
| 1964 | 790      |
| 1971 | 746      |

| Any  | Població |
| ---- | -------- |
| 1981 | 655      |
| 1985 | 622      |
| 1989 | 592      |
| 1990 | 582      |
| 1991 | 573      |
| 1992 | 571      |
| 1993 | 579      |
| 1994 | 589      |
| 1995 | 569      |
| 1996 | 568      |

| Any  | Població |
| ---- | -------- |
| 1997 | 585      |
| 1998 | 598      |
| 1999 | 587      |
| 2000 | 576      |
| 2001 | 560      |
| 2002 | 570      |
| 2003 | 563      |
| 2004 | 557      |
| 2005 | 535      |
| 2006 | 528      |

| Any  | Població |
| ---- | -------- |
| 2007 | 528      |
| 2008 | 514      |
| 2009 | 498      |
| 2010 | 492      |
| 2011 | 482      |
| 2012 | 486      |
| 2013 | 477      |
| 2014 | 481      |
| 2015 | 469      |
| 2016 | 470      |